# Route nationale 317
Die Route nationale 317, kurz N 317 oder RN 317, war eine französische Nationalstraße, die von 1933 bis 1973 von Saint-Justin bei Montreuil-sur-Mer nach Berck-Plage verlief, wo sie keinen Anschluss an eine andere Nationalstraße hatte. 1978 erfolgte eine erneute Verwendung für die Nummer. Sie übernahm die N307B, welche aus der N307 hervorging, als diese nach einem Ausbau der Kreuzung mit der N186 auf einer südlicheren Trasse verlief. Mit dem weiteren Ausbau der Kreuzung zu einem vollständigen „Kleeblatt“ 1991 verschwand die N317.